# منطقه زولوچیف
منطقه زولوچیف (اوکراینی: Золочівський район) ناحیه ای در استان لویو در غرب اوکراین است که در سال ۱۹۳۹ تأسیس شد. مرکز اداری آن شهر زولوچیف است. جمعیت این منطقه در سال ۲۰۲۲ حدود ۱۵۸۹۴۳ نفر تخمین زده شده‌است.